# Carlos Guirland
Carlos Guirland (San Ignacio, 18 settembre 1961) è un ex calciatore paraguaiano, di ruolo centrocampista.

## Palmarès

### Club

#### Competizioni nazionali
- Campionato paraguaiano: 4

Olimpia: 1988, 1989, 1993, 1995

#### Competizioni internazionali
- Coppa Libertadores: 1

Olimpia: 1990
- Recopa Sudamericana: 1

Olimpia: 1991
- Supercoppa Sudamericana: 1

Olimpia: 1990